# Atuendo informal

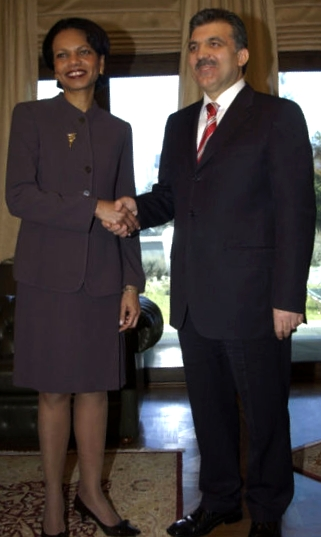
Condoleezza Rice, secretaria de estado de Estados Unidos y Abdullah Gül, presidente de la República de Turquía, con atuendo informal

La ropa informal o atuendo informal es un código de vestimenta occidental común en el mundo empresarial. También llamada ropa de negocios o ropa de vestir, es un código de vestimenta occidental para la ropa definido por traje para hombres y vestido de cóctel o vestido pantalón para mujeres. En la escala de la formalidad indumentaria, se considera menos formal que la ropa semi-formal pero más formal que la ropa casual. Se invita a los hombres a vestirse con un traje con corbata y las mujeres con falda o un vestido sobrio (evitando los vestidos con tirantes estrechos y escotes demasiado pronunciados). 
En la práctica, desde la década de 2010, la relajación ha ido tomando forma, al menos para los hombres: llevar corbata ya es opcional, o permitido llevar un polo o vaqueros, por ejemplo. 

## Historia
El traje masculino se originó como ropa informal o ropa de ocio, en Gran Bretaña a mediados del siglo XIX. Buscando una alternativa casual a las levitas gruesas y hasta las rodillas que entonces se consideraban un traje de negocios adecuado, los hombres empezaron a llevar chaquetas más ligeras cortas hasta la cadera cuando no se dedicaban a los negocios. 
Tras la Primera Guerra Mundial, el traje completo se estableció como ropa diaria informal. Los sombreros, como los fedora o los bombines, se llevan a veces con ropa informal.
El traje de negocios (más conocido como "traje de chaqueta") se convirtió en la ropa de trabajo estándar para todos los hombres que no se dedicaban al trabajo físico. El chaleco se llevaba regularmente con el traje hasta la Segunda Guerra Mundial, pero luego se fue viendo cada vez más raramente, debido a la calefacción central de las oficinas y el gasto de confección. Al menos hasta principios de los años 60 aun fue habitual para los varones llevar sombrero. 

## Expresión de género
La ropa informal introdujo una moda "unisex". En la década de 1960, las mujeres jóvenes adoptaron camisetas, jeans y camisas con cuello y, por primera vez en casi 200 años, se puso de moda que los hombres tuvieran el cabello largo.  La ropa informal suele ser el código de vestimenta en el que se experimentan formas de expresión de género. Un ejemplo son las joyas masculinas, que alguna vez se consideraron impactantes o excitantes incluso en círculos casuales, y desde principios del siglo XXI apenas llaman la atención en situaciones semiformales. Amelia Bloomer introdujo una especie de pantalones para mujer como una alternativa informal a los miriñaques y faldas formales. La tendencia hacia la exposición femenina en el siglo XX tendió a bajar los escotes de los vestidos de fiesta formales y subir más las faldas de los vestidos de cóctel .
Los jeans, la camisa de vestir (casualmente con cuello hacia abajo ) y una camiseta o camiseta sin mangas generalmente se consideran ropa casual para los hombres en los tiempos modernos.   Para los hombres, la exposición de hombros, muslos y espalda todavía se limita a la ropa informal.

## Galería

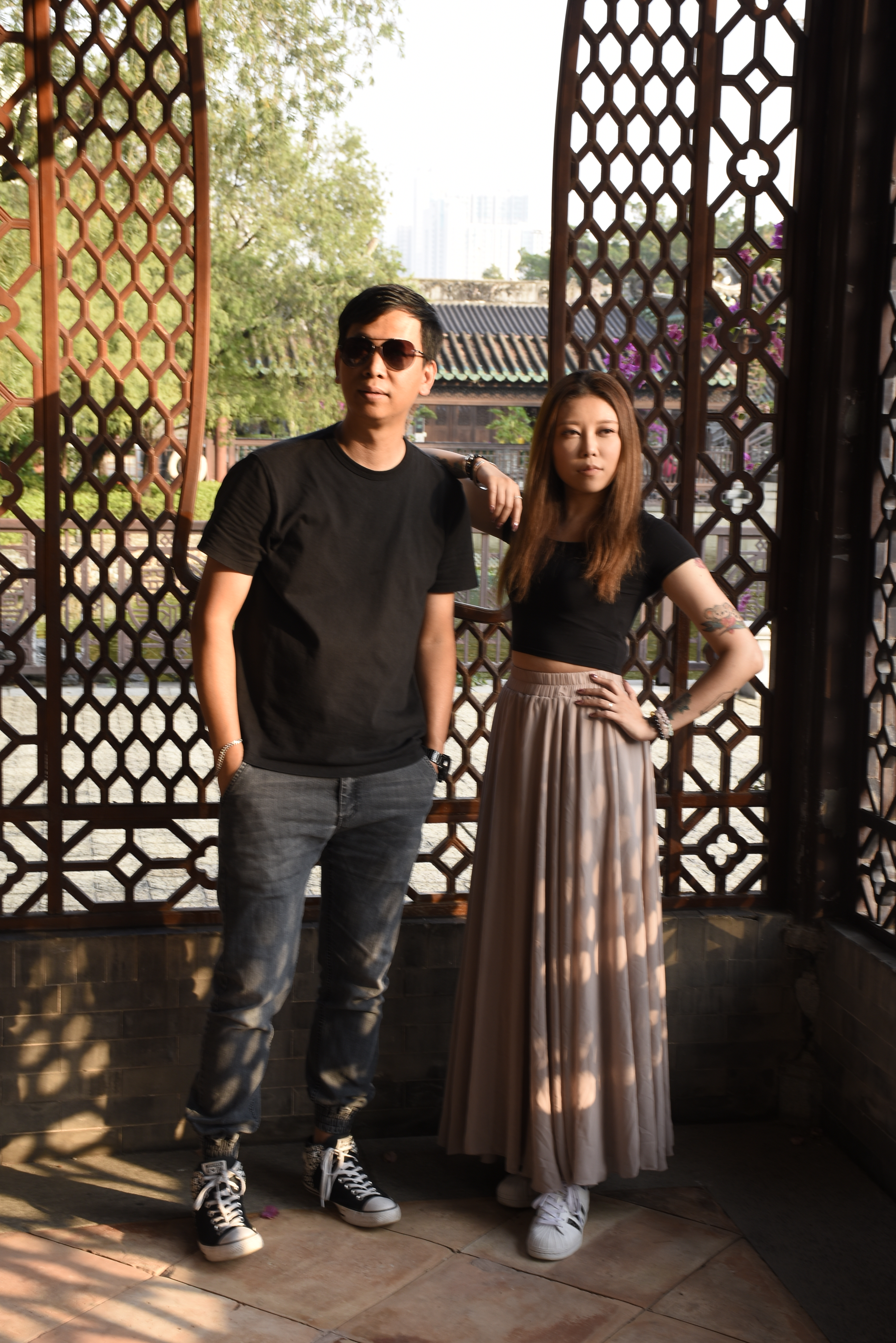
Un hombre vestido con una camiseta y vaqueros y una mujer vestida con una camiseta negra y falda larga blanca.
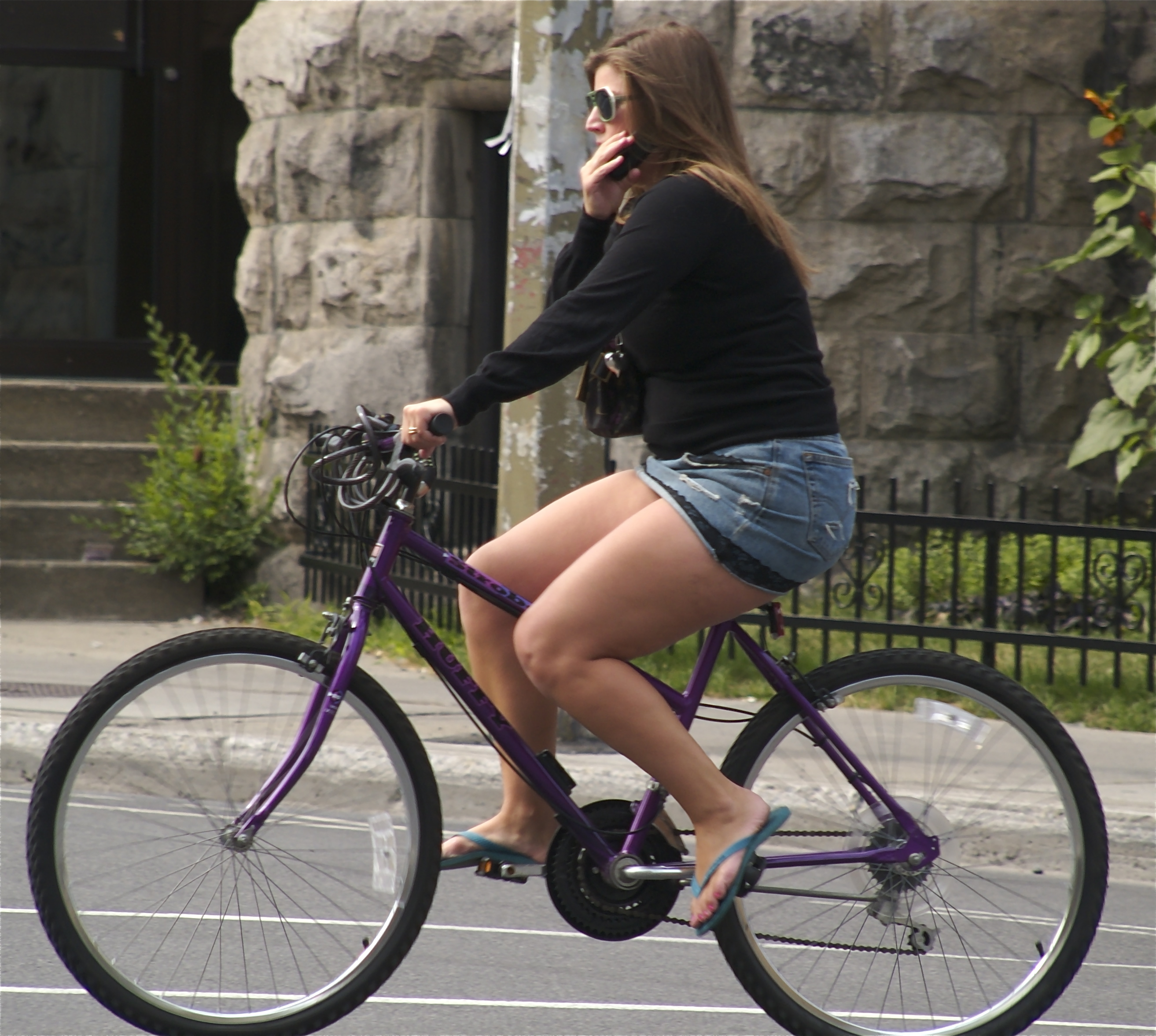
Una mujer en bicicleta con un jersey y una minifalda en Canadá.
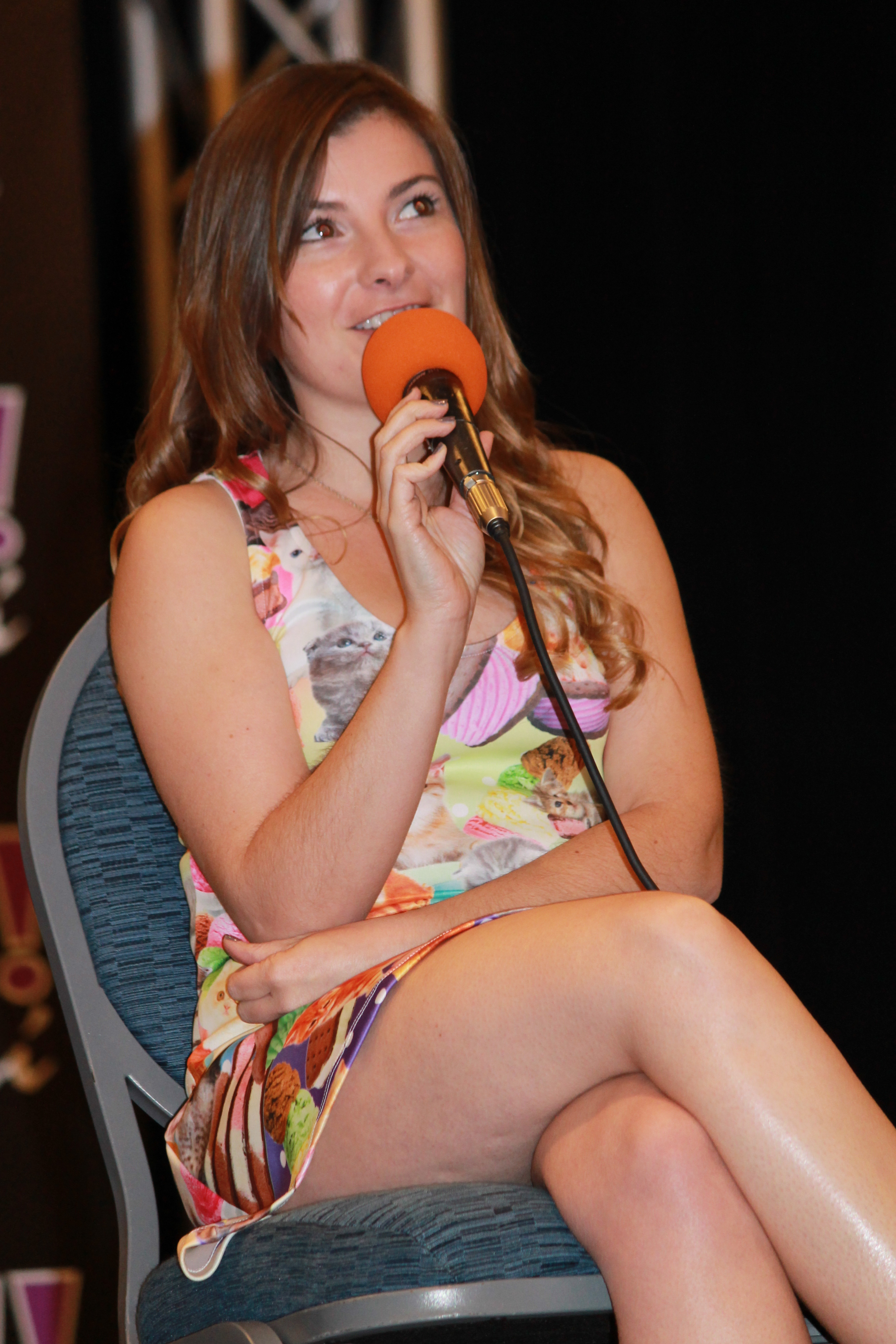
La actriz de voz Cassandra Morris con un minivestido casual durante una interacción pública.
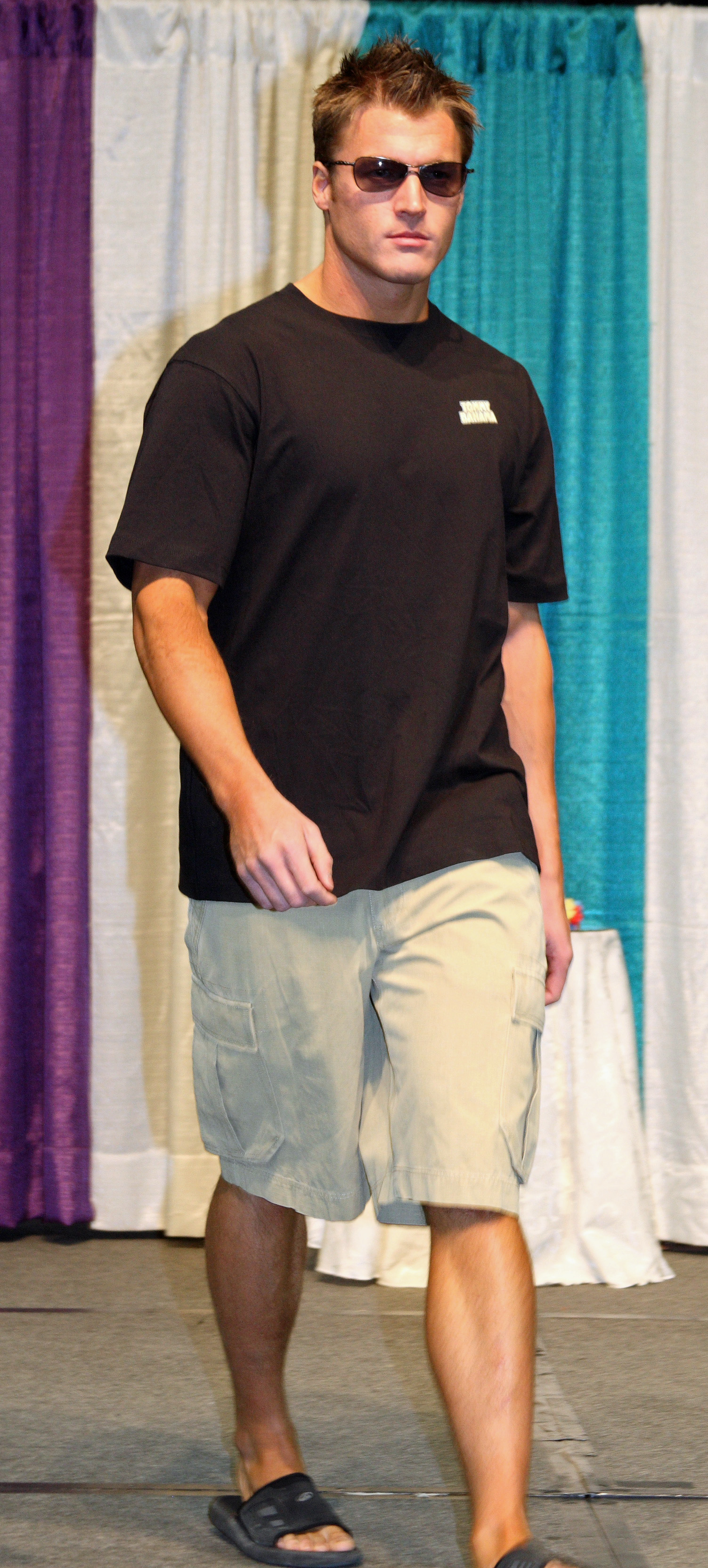
Un modelo con camiseta y pantalones cortos cargo.
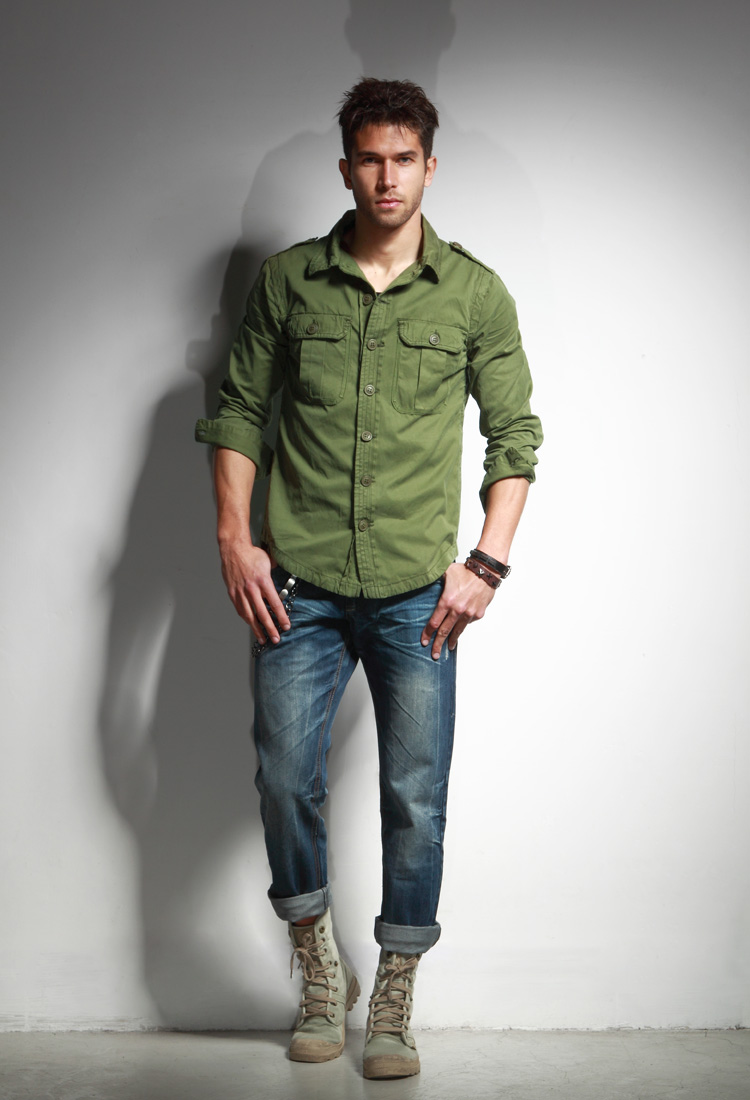
Modelo con vaqueros y camisa estilo militar.
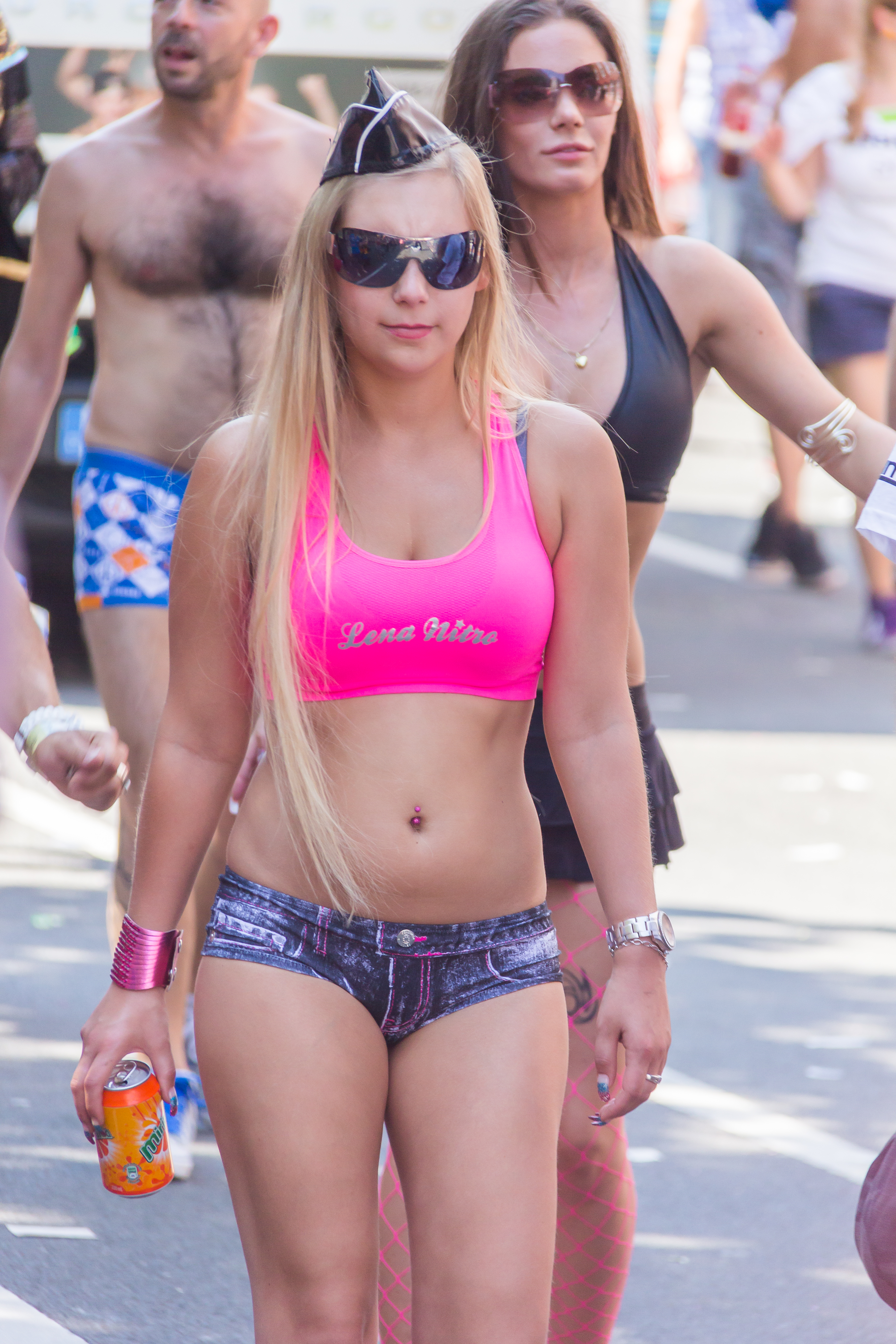
Una joven con un top en forma de sujetador y minishorts en Alemania.